# Provisorische Staatsregierung Renner 1945
Die österreichische Provisorische Staatsregierung Renner amtierte von 27. April 1945 bis 20. Dezember 1945. Es handelte sich dabei um eine in den Tagen vorher von den drei Parteien vereinbarte Konzentrationsregierung aus SPÖ, ÖVP und KPÖ. Ihre Befugnisse leitete die provisorische Staatsregierung aus der ebenfalls von den genannten Parteien proklamierten Unabhängigkeitserklärung ab, mit der die Republik Österreich wiedererrichtet wurde.
Wie 1918–1920, in der großteils von Karl Renner geleiteten Gründungsphase der Republik (siehe Staatsregierung Renner I, II, und III sowie Mayr I), wurde der Vorsitzende der Regierung (heute Bundeskanzler) als „Staatskanzler“ bezeichnet, die Ressortleiter (heute Bundesminister) wurden „Staatssekretäre“ genannt, die heute den Bundesministern beigegebenen Staatssekretäre wurden Unterstaatssekretäre genannt. Dementsprechend wurde die Bezeichnung „Staatskanzlei“ anstelle von Bundeskanzleramt und „Staatsamt“ anstelle von Ministerium verwendet. Am 20. Dezember 1945 trat das Bundes-Verfassungsgesetz in der Fassung von 1929 wieder in volle Wirksamkeit. Für die am gleichen Tag vom soeben gewählten Bundespräsidenten Renner bestellte Bundesregierung Figl I wurden wieder die bereits 1920–1938 üblichen Bezeichnungen verwendet, die bis heute gelten.
Die Staatsregierung sah sich mit Unterstützung der Sowjetunion von Anfang an als Repräsentant ganz Österreichs, war aber anfangs de facto nur in der sowjetisch besetzten Zone im Osten Österreichs voll wirkmächtig. Die Salzburger Landesregierung beschloss am 24. Mai 1945 eine Begrüßungsnote an die „Bundesregierung“, wurde daraufhin aber vom amerikanischen Militärbefehlshaber in Salzburg verwarnt. Renner lud die Vertreter der Bundesländer mit Bewilligung des am 11. September konstituierten Alliierten Rates für 24. bis 26. September 1945 zur Länderkonferenz nach Wien ein. Damit war die Regierung Renner von allen Bundesländern und am 20. Oktober von den Alliierten für das gesamte Bundesgebiet anerkannt, wobei sich die Anerkennung nach der zweiten Länderkonferenz vom 9. bis 11. Oktober 1945 de jure auch auf vorher getroffene Entscheidungen bezog.
Die nicht öffentlichen Plenarsitzungen der Regierung mit allen Staatssekretären und Unterstaatssekretären (über 30 Personen) wurden als Kabinettsrat bezeichnet. Hier wurde nicht nur verwaltet, es wurden mangels Parlament auch Gesetze beschlossen: laut Schärf nach den Jahren des Faschismus sozusagen die erste Gehschule der Demokratie.
Der Staatskanzler und die drei Staatssekretäre ohne Portefeuille (in Funktion eines Vizekanzlers) übten die politische Leitung aus und traten als politischer Kabinettsrat zu eigenen Sitzungen zusammen; sie waren nach der Provisorischen Verfassung mit den Aufgaben des Staatsoberhauptes betraut.
Mit Helene Postranecky als Unterstaatssekretärin für Volksernährung war die Regierung auch die erste des republikanischen Österreichs, welcher eine Frau angehörte.
| Staatsamt (für)                                                             | Amtsinhaber                                                                                                  | Unterstaatssekretär |
| --------------------------------------------------------------------------- | --- | --- |
| Staatskanzlei                                                               | Staatskanzler Karl Renner (SPÖ) Staatssekretäre: Leopold Figl (ÖVP) Johann Koplenig (KPÖ) Adolf Schärf (SPÖ) | Heinrich Herglotz (ÖVP, ab 4. Mai 1945), Franz Winterer (SPÖ, für Heerwesen), Karl Gruber (ÖVP, für Äußeres, ab 26. September 1945) |
| Inneres                                                                     | Franz Honner (KPÖ)                                                                                           | Oskar Helmer (SPÖ) Raoul Bumballa (ÖVP) Josef Sommer (ÖVP, ab 26. September 1945)                                                   |
| Justiz                                                                      | Josef Gerö (parteilos)                                                                                       | Karl Altmann (KPÖ) Max Scheffenegger (SPÖ) Ferdinand Nagl (ÖVP)                                                                     |
| Volksaufklärung, für Unterricht und Erziehung und für Kultusangelegenheiten | Ernst Fischer (KPÖ)                                                                                          | Karl Lugmayer (ÖVP) Josef Enslein (SPÖ) Ernst Hefel (ÖVP, für Kultus)                                                               |
| Soziale Verwaltung                                                          | Johann Böhm (SPÖ)                                                                                            | Franz David (KPÖ) Alois Weinberger (ÖVP)                                                                                            |
| Finanzen                                                                    | Georg Zimmermann (parteilos)                                                                                 | Hans Rizzi (parteilos, ab 4. Mai 1945)                                                                                              |
| Land- und Forstwirtschaft                                                   | Rudolf Buchinger (ÖVP, bis 26. September 1945) Josef Kraus (ÖVP, ab 26. September 1945)                      | Alois Mentasti (SPÖ) Laurenz Genner (KPÖ)                                                                                           |
| Industrie, Gewerbe, Handel und Verkehr                                      | Eduard Heinl (ÖVP)                                                                                           | Karl Waldbrunner (SPÖ) Hermann Lichtenegger (KPÖ, ab 4. Mai 1945)                                                                   |
| Volksernährung                                                              | Andreas Korp (SPÖ)                                                                                           | Helene Postranecky (KPÖ) Josef Kraus (ÖVP, bis 26. September 1945) Ernst Winsauer (ÖVP, ab 26. September 1945)                      |
| Öffentliche Bauten, Übergangswirtschaft und Wiederaufbau                    | Julius Raab (ÖVP)                                                                                            | Heinrich Schneidmadl (SPÖ) Otto Mödlagl (KPÖ, ab 4. Mai 1945)                                                                       |
| Vermögenssicherung und Wirtschaftsplanung                                   | Vinzenz Schumy (ÖVP, ab 26. September 1945)                                                                  | Franz Rauscher (SPÖ, ab 26. September 1945) Alfred Neumann (KPÖ, ab 26. September 1945)                                             |

Zur Leitung des Staatsamtes für Volksernährung war ursprünglich Johann Löwenfeld-Russ vorgesehen, der jedoch wenige Tage vor seiner Bestellung verstorben war.